# Amphipoea crinanensis
Amphipoea crinanensis is een vlinder uit de familie uilen (Noctuidae). De wetenschappelijke naam is voor het eerst geldig gepubliceerd in 1908 door Burrows.
De soort komt voor in Europa.